# Estellencs
Estellencs è un comune spagnolo di 389 abitanti situato nella comunità autonoma delle Baleari.